# Marc Blondin
Marc Blondin (* 26. März 1972 in Krefeld-Uerdingen) ist ein deutscher Politiker (CDU). Er ist seit 2017 Abgeordneter im Landtag von Nordrhein-Westfalen.

## Leben
Nach dem Abitur 1991 absolvierte Blondin bis 1993 eine Ausbildung zum Bankkaufmann. Anschließend leistete er seinen Grundwehrdienst ab. Von 1994 bis 2002 studierte er Sozialwissenschaften (Fachrichtung Politische Wissenschaft) an der Universität Duisburg. 2002/03 folgte eine Ausbildung zum Versicherungsfachmann (BWV), danach war er bis zu seinem Einzug in den Landtag 2017 beruflich als Versicherungsfachmann tätig.
Marc Blondin ist verheiratet und hat zwei Kinder.

## Politik
Blondin trat 1991 in die CDU ein. Er war von 1989 bis 2007 Mitglied der Jungen Union und in diesem Zeitraum unter anderem Vorsitzender des JU-Ortsverbandes und stellvertretender Vorsitzender des JU-Kreisverbandes Krefeld. Seit 2001 ist er Vorsitzender des CDU-Ortsverbandes Krefeld-Traar/Verberg und seit 2012 Vorsitzender des CDU-Kreisverbandes Krefeld. Des Weiteren ist er seit 2016 Mitglied der Christlich-Demokratischen Arbeitnehmerschaft im Kreisverband Krefeld.
Blondin war von 1994 bis 2004 Mitglied der Bezirksvertretung Krefeld-Ost. Er ist seit 1999 Ratsmitglied der Stadt Krefeld und seit 2014 Mitglied der Landschaftsversammlung Rheinland.
Bei der Landtagswahl im Mai 2017 wurde er als Direktkandidat der CDU im Wahlkreis 48 (Krefeld II) in den Landtag von Nordrhein-Westfalen gewählt. Er gewann das Direktmandat mit 39,7 % der Erststimmen. Im Landtag ist er Mitglied im Ausschuss für Heimat, Kommunales, Bauen und Wohnen, im Sportausschuss sowie im Integrationsausschuss. Bei der Landtagswahl im Mai 2022 verteidigte er das Direktmandat im Wahlkreis 49 (Krefeld II) mit 37,2 % der Erststimmen.